# نیپون شیت گلس
نیپون شیت گلس (به ژاپنی: 日本板硝子株式会社) شرکت شیشه‌سازی ژاپنی است، که در زمینه تولید شیشه‌های اتومبیل و مواد صنعتی، شیشه‌های ساختمانی و معماری، شیشه تخت و الیاف شیشه فعالیت می‌کند و از شرکت‌های تابعه گروه سومیتومو به‌شمار می‌آید.
شرکت نیپون شیت گلس در سال ۱۹۱۸ در شهر اوساکا تأسیس شد و در حال حاضر دارای ۸ کارخانه تولیدی است و پس از شرکت‌های شرکت آساهی گلس، سن-گوبن و صنایع گاردین، چهارمین تولیدکننده شیشه و محصولات بر پایه شیشه در جهان، می‌باشد.
دفتر مرکزی این شرکت در منطقه میناتو شهر توکیو قرار دارد و بخشی از سهام آن در بازارهای بورس اوساکا و بورس توکیو معامله می‌شود.
مستر تراست بانک با ۹٫۱ درصد، نامورا هولدینگز با ۱٫۶ درصد، چیس بانک با ۱٫۷ درصد، بارکلیز با ۱٫۱ درصد و ژاپن تراستی سرویس بانک با در اختیار داشتن ۱۴٫۷ درصد از سهام نیپون شیت گلس، بزرگترین سهام‌داران آن به‌شمار می‌آیند.